# Лю Хао
Лю Хао (англ. Liu Hao; род. 7 ноября 1988 в Китае) — китайский профессиональный трековый и шоссейный велогонщик, выступающий за шоссейную континентальную команду «Mitchelton Scott».

## Достижения

### Трек
2014
1-й  Командное преследование, Азиатские игры
2015
1-й  Омниум, Чемпионат Китая
1-й  Командное преследование, Чемпионат Азии
2016
Чемпионат Азии
1-й  Командное преследование
3-й  Омниум

### Шоссе
2013
1-й Этап 3 Тур Кореи